# Kühnitzsch
Kühnitzsch ist ein Gemeindeteil der sächsischen Gemeinde Lossatal im Landkreis Leipzig.

## Geografie
Kühnitzsch liegt etwa 6 Kilometer östlich von Wurzen in der Leipziger Tieflandsbucht.
Nachbarorte von Kühnitzsch sind Müglenz im Norden, Falkenhain im Nordosten, Dornreichenbach und Heyda im Osten, Trebelshain im Süden, Körlitz im Westen sowie Zschorna und Watzschwitz im Nordwesten.

## Geschichte

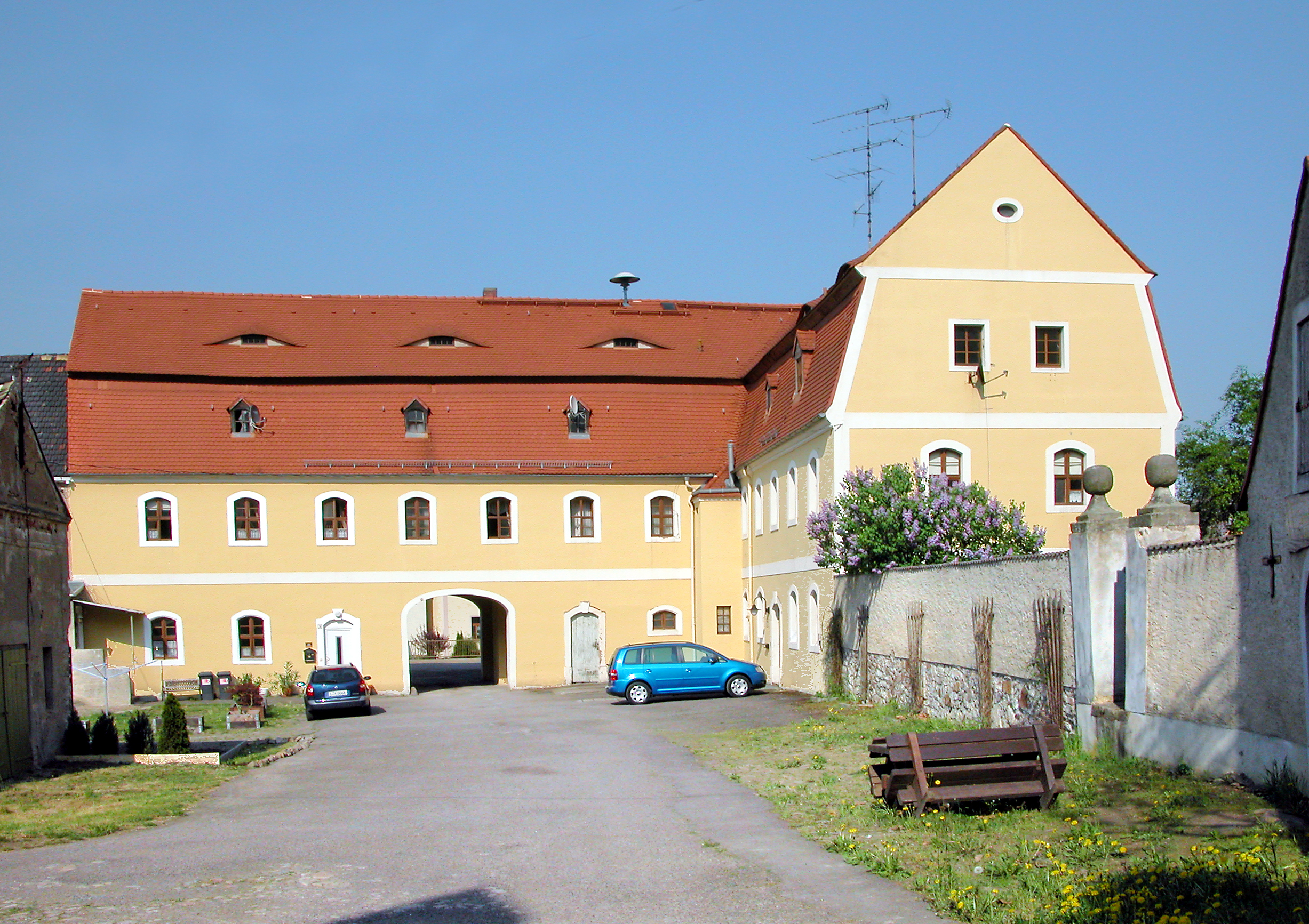
Rittergut Kühnitzsch (2009)

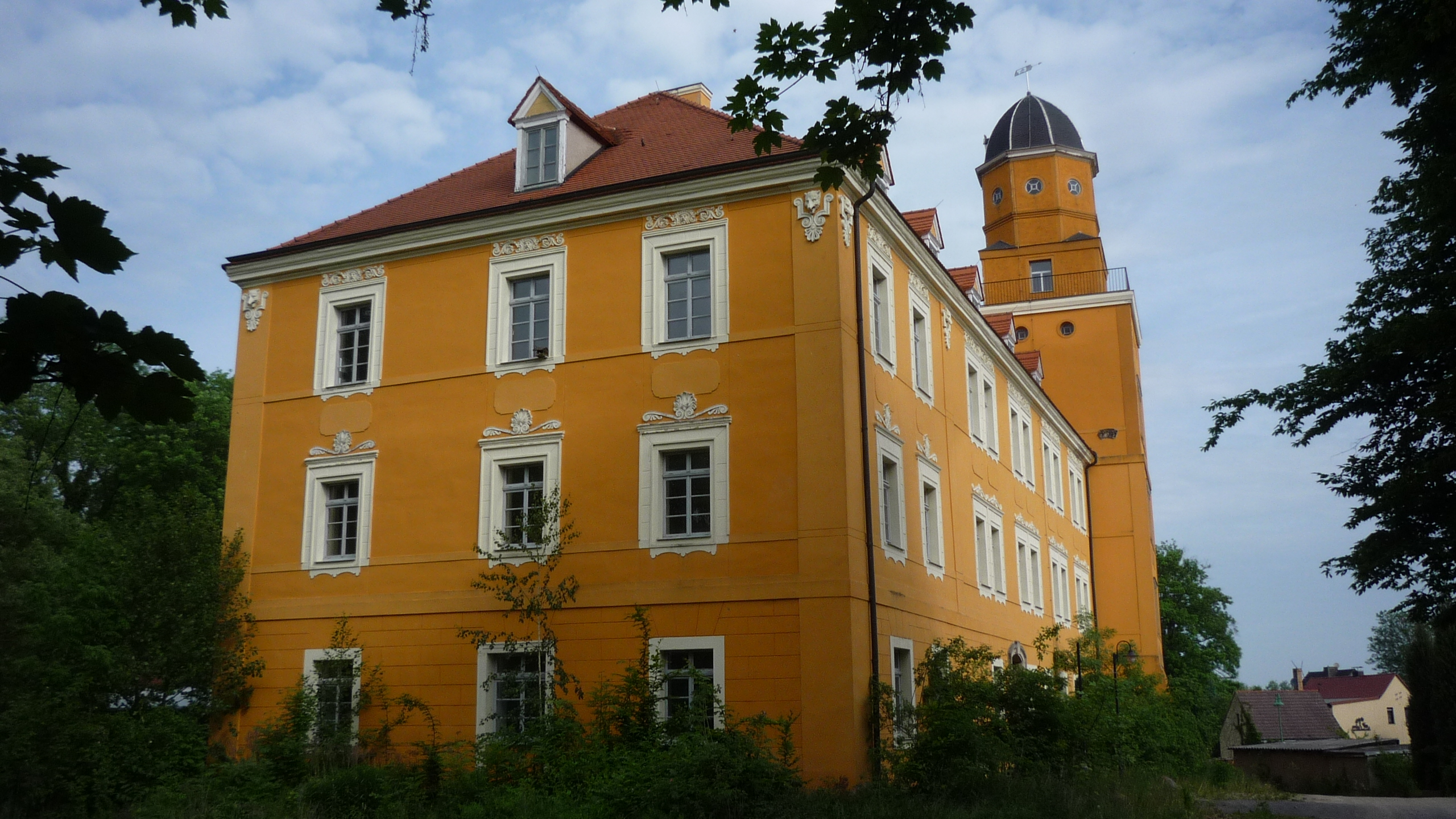
Schloss Kühnitzsch (2012)

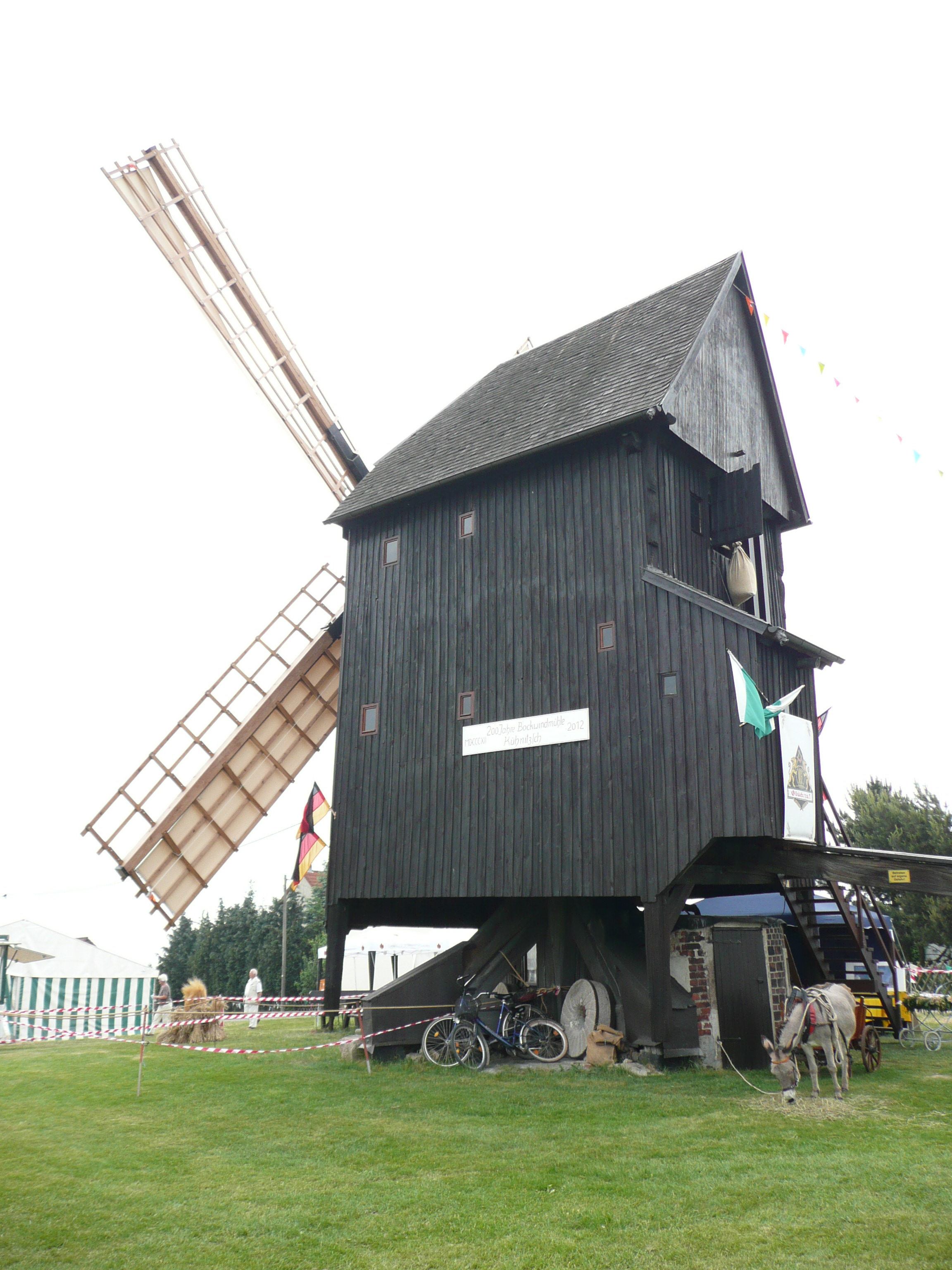
Bockwindmühle Kühnitzsch (2012)

Die ersten belegten Ortsnamenformen datieren von 1203 als Kinz und 1218 als Chins. Das Dorf Kühnitzsch entstand aus dem Sattelhof Kühnitzsch und den Ansiedlungen Rauden und Naundorf.
Um 1203 entstand ein Rittergut samt umgebenden Wassergraben. Später erfolgte die Errichtung einer Wasserburg, deren Kern überwiegend auf das 17. Jahrhundert zurückgeht.
Die Kühnitzscher Mühle wird 1588 erstmals im Verzeichnis der Windmühlen aufgeführt, von 1672 datiert der erste Hinweis im Kirchenbuch. 1812 erfolgte der Umbau der Mühle in ihrer heutigen Gestalt.
August Schumann nennt 1818 im Staats-, Post- und Zeitungslexikon von Sachsen Kühnitzsch betreffend u. a.:

„[…] ein schrifts. Rittergut und Dorf […]. Es ist mit 13 Hufen belegt und hat eine Pfarrkirche und Schule, die unter der Insp. Wurzen und der Collatur des dasigen Ritterguts stehen. Außer dem hiesigen Dorfe gehören zu den letztern noch schrifts. Das Dorf Watzschwitz, das Vorwerk Zwochau und die Schickemühle, in allem 360 Einwohner. Vor Alters, bis zum J. 1461 besaßen dieses Gut die von Lusigk, von Plausigk und von Plötze. […] Das Dorf Körlitz war sonst in die hiesige Kirche eingepfarrt. […] Die hiesige Kirche ließ im J. 1705 der Patron derselben, General Christian Plötz ganz neu erbauen.“

Albert Schiffner ergänzt 1830 u. a.:

„Hierher gepfarrt ist nichts. […] Das Gut hat eine Ziegelei, u. in der leipzig-strehlaer Strasse, steht die Windmühle.“

1842 erfolgte der Umbau des Schlosses im Stile der Romantik, weitere Umbauten erfolgten um 1870. Diese Bautätigkeiten sind dem Grundbesitzer Carl Ludwig Rudolph von Kalitsch auf Kühnitzsch zuzuschreiben. Er war unter anderem sächsischer Kammerherr und trat schon 1857 dem Johanniterorden bei, wurde dort später Rechtsritter und Mitglied der Provinzial-Genossenschaft Sachsen. Mitte der 1920er Jahre gehörte das Rittergut seinem Nachfahren Lothar von Kalitsch. Zum Gut gehörte das Vorwerk Watschwitz. Die Gesamtgröße betrug 278 ha Land. Der Gutsbetrieb war verpachtet an Reinh. Born. Im Ort bestanden mit den Höfen von Hugo Kühne und Thekla Schindlers Erben, daselbst verpachtet an Oswin Dottermusch, sowie den 31 ha des Hugo Winkler, weitere landwirtschaftliche Betriebe.
In den Jahren 1991/92 wurden umfangreiche Sanierungsarbeiten am Schloss Kühnitzsch durchgeführt. Bis 2004/05 wurde der Baukörper durch eine Förderschule sowie eine Kindertagesstätte genutzt.
1974 endete der Mahlbetrieb in der Mühle des Ortes, 1978 wurde sie zur Erhaltung als technisches Denkmal der damaligen Gemeinde übergeben. 1992 wurden an die zwischenzeitlich in Mitleidenschaft gezogene Mühle die Windmühlenflügel wieder angebracht. Heute bemüht sich der örtliche Heimatverein um die Erhaltung.
Am 1. April 1997 wurde Kühnitzsch nach Falkenhain eingemeindet. Durch den Zusammenschluss der ehemaligen Gemeinden Falkenhain und Hohburg mit ihren jeweiligen Ortsteilen zum 1. Januar 2012 entstand die neue Gemeinde Lossatal, womit Kühnitzsch seitdem ein Gemeindeteil von letzterer ist.

## Entwicklung der Einwohnerzahl
| Jahr | Einwohnerzahl                             |
| ---- | ----------------------------------------- |
| 1570 | 27 besessene Mann, 2 Häusler              |
| 1764 | 27 besessene Mann, 15 Häusler, 10 ¾ Hufen |
| 1834 | 348                                       |
| 1871 | 407                                       |

| Jahr | Einwohnerzahl |
| ---- | ------------- |
| 1890 | 398           |
| 1910 | 306           |
| 1925 | 335           |
| 1939 | 325           |

| Jahr   | Einwohnerzahl |
| ------ | ------------- |
| 1946   | 419           |
| 1950   | 437           |
| 1964   | 359           |
| 1990 1 | 627           |

| Jahr   | Einwohnerzahl |
| ------ | ------------- |
| 2016 2 | 301           |
| 2021 3 | 290           |

## Sehenswürdigkeiten
Siehe auch Liste der Kulturdenkmale in Kühnitzsch

### Dorfkirche

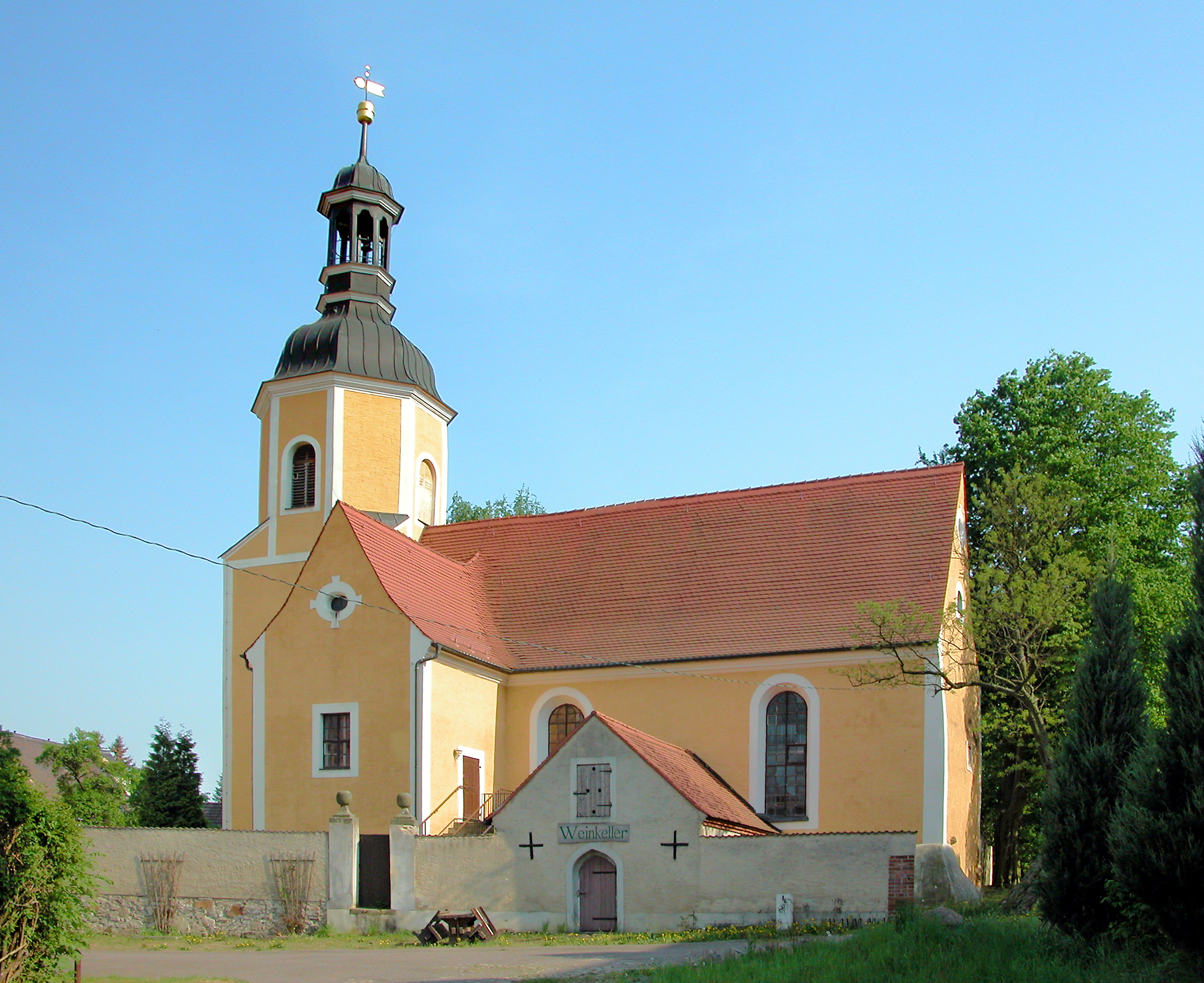
Kirche Kühnitzsch (2009)

Zwischen Schloss und Rittergut liegt in annähernd östlicher Ausrichtung die Dorfkirche Kühnitzsch. Im Kern eine romanische Chorturmkirche, wurde sie durch großzügige Zuwendung des Generals Christian Sigismund von Plötz 1705 zur einschiffigen barocken Saalkirche auf kreuzförmigem Grundriss ausgebaut. Der Ostturm auf quadratischem Sockel ist in seinem oberen Teil oktogonal und trägt eine Welsche Haube sowie eine Laterne. An die Kirche nordwestlich angebaut ist eine Leichenhalle mit Spitzbogenportal und Satteldach. Das gesamte Gebäudeensemble ist von einer historischen Einfriedungsmauer umschlossen.
Das Innere der Kirche wird von einem Kanzelaltar beherrscht, der 1707 von Christian Sigismund von Plötz gestiftet wurde und links von einem trophäenbestückten Porträt des Stifters flankiert wird. Zur weiteren Ausstattung gehören ein evangelischer Beichtstuhl (1712 von Joachim von Plötz aus Röcknitz gestiftet), Grabsteine (u. a. derer von Plaußigk) aus dem 16. bis 18. Jahrhundert, eine Patronatsloge sowie zwei barocke Emporen mit Jugendstilbemalung von 1904. Die denkmalgeschützte Kirche wurde in den 1990er Jahren aufwändig restauriert.
Die Orgel der Kirche wurde 1889 von Nicolaus Schrickel aus Eilenburg auf der unteren Empore erbaut. Das bis auf einen fehlenden Schwelltritt unverändert erhaltene Instrument verfügt über 11 Register auf zwei Manualen und Pedal. Es wurde 1997 durch Georg Wünning aus Großolbersdorf instand gesetzt. Seine Disposition lautet:
| I Hauptwerk C–f3 |                  |     |
| 1.               | Bordun           | 16′ |
| 2.               | Geigenprincipal0 | 8′  |
| 3.               | Hohlflöte        | 8′  |
| 4.               | Principal        | 4′  |
| 5.               | Octave           | 2′  |
| 6.               | Mixtur II        |     |

| II Oberwerk C–f3 |                                     |    |
| 7.               | Salicional                          | 8′ |
| 8.               | Flöte traverse                      | 8′ |
| 9.               | Amabile                             | 4′ |
|                  | Schwebung (für die Flöte traverse)0 |    |

| Pedal C–d1 |            |     |
| 10.        | Subbaß     | 16′ |
| 11.        | Violonbaß0 | 8′  |

- Koppeln: Manualcoppel (II/I), Pedalcoppel (I/P)
- Spielhilfe: Klingelzug